# ECキンゼ・ジ・ノヴェンブロ (ピラシカーバ)
ECキンゼ・ジ・ノヴェンブロ (ポルトガル語: Esporte Clube XV de Novembro) は、ブラジル・サンパウロ州ピラシカーバを本拠地とするサッカークラブである。ブラジルには同名のクラブが複数存在するため、キンゼ・ジ・ピラシカーバ (XV de Piracicaba) と呼ばれている。

## 歴史
1910年代のピラシカーバには、ポウザ家が所有するヴェルゲイレンセ (Vergueirense) とゲリーニ家が所有するドーゼ・デ・オウトゥブロ (12 de Outubro) という有力アマチュアクラブがあった。1913年10月、クラブの所有者たちは両クラブの合併を決めた。クラブの初代会長には、ブラジル国家警備軍の大尉にして歯科医師でもあったカルロス・ヴィンジェテルが任命された。彼はクラブの名前にブラジルの共和制宣言記念日である11月15日 (キンゼ・ジ・ノヴェンブロ) を付けることを条件に職務を引き受けた。クラブは1913年11月15日にECキンゼ・ジ・ノヴェンブロとして創設された。
1943年、カンピオナート・パウリスタ2部でECタウバテを勝ち点差1で上回り、初めてのタイトルを手にした。1976年、カンピオナート・パウリスタセリエA1でパルメイラスに次ぐ2位となった。
1977年、カンピオナート・ブラジレイロ・セリエAに初参戦し、22位となった。2度目の参戦となった1979年シーズンは13位となった。
1995年、クラブにとって初めての全国タイトルとなるカンピオナート・ブラジレイロ・セリエCに優勝した。決勝ではリオデジャネイロ州のヴォルタ・レドンダを下した。

## タイトル

### 国内タイトル
- カンピオナート・ブラジレイロ・セリエC : 1回
  - 1995
- コパ・パウリスタ : 1回
  - 2016
- カンピオナート・パウリスタ・セリエA2 : 5回
  - 1947, 1948, 1967, 1983, 2011

## 歴代監督
- セホーン 1987
- エメルソン・レオン 1991-1992
- フラビオ・カンポス 2002
- ロッキ・ジュニオール 2015
- トニーニョ・セシーリオ 2015
- ナルシーゾ 2016